# Die Schwemme
Die Schwemme ist der Bildtitel eines Gemäldes von Hans von Marées (1837–1887). Es gehört zu den Frühwerken des Malers und ist Bestandteil der Sammlung Schack.

## Geschichte
Marées malte das Gemälde 1864. Es war das letzte Gemälde, das er in München malte. Auf einer Ausstellung im Kunstverein München sah Adolf Friedrich von Schack das Bild und erwarb es für seine Sammlung. Im Herbst 1864 schickte Schack Marées nach Italien, um in Florenz und Rom Kopien von Gemälden alter Meister anzufertigen. Die Schwemme ist das einzige originale Gemälde von Marées in der Sammlung Schacks. 1939 kam es mit der gesamten Sammlung in den Besitz der Bayerischen Staatsgemäldesammlungen.

## Beschreibung
Das Gemälde hat eine Höhe von 64,8 cm und eine Breite von 96,3 cm. Es ist mit Ölfarbe auf Leinwand gemalt.
Dargestellt ist eine flache Wasserstelle in einer Senke, die von Bäumen umstanden ist. Männer haben ihre Pferde zur Tränke geführt. Hauptmotiv des Bildes ist ein im Wasser stehender Schimmel, dessen Reiter vom Betrachter abgewendet ist. Dahinter stehen zwei braune Pferde mit einem weiteren Mann. Am gegenüberliegenden Ufer der Wasserstelle wäscht eine Frau Wäsche, eine zweite Frau geht mit gewaschener Wäsche weg. Im Hintergrund naht sich ein weiterer Mann auf einem Pferd. Vorne links stolziert Geflügel am Ufer. 
Marées hat die Szene auf Ruhe und Stille angelegt und verleiht der Alltagsszene dadurch einen nahezu feierlichen Charakter. Schack empfand das Bild als „in der Weise der besten Niederländer“ ausgeführt. Es hat ihn „durch ungewöhnliche Kraft der Farbe“ bestochen, die sich aus dem Dunkel der im Schatten liegenden Bäume hervorhebt. In der Tat ist das Motiv der Pferdeschwemme in der niederländischen Malerei des 17. Jahrhunderts präsent, beispielsweise bei Philips Wouwerman (1619–1668). Farbgebung und Lichtführung erinnern dagegen an die zeitgenössische französische Malerei der Schule von Barbizon, die Ruhe und Feierlichkeit an die Malerei der Renaissance in Venedig.